# Jauer

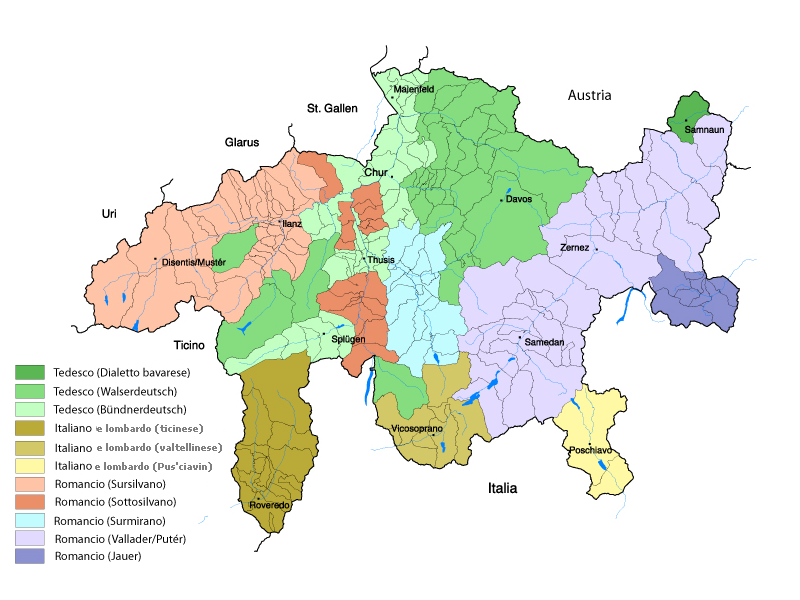
Mapa linguístico do cantão dos Grisões. O território onde o jauer é falado está preenchido em roxo.

Jauer é um dialeto da língua romanche, que é falado no Val Müstair, sudeste do Cantão dos Grisões, próximo às fronteiras com a Itália e a Áustria. Seu nome deriva da palavra jau, uma característica do Val Müstair e da comuna vizinha de Zernez, nesta, usando a forma jo. No resto da Engadina, usam-se eu ou eau. Por isto, os habitantes do Val Müstair são denominados "os jauers".
O jauer nunca desenvolveu uma escrita própria. Nas escolas, até o ano de 2008, era ensinado o dialeto Vallader. Desde 2009, todos os documentos escritos, comunicações da administração e na escola passou a ser usada a língua unificada, Rumantsch Grischun.
Juntamente com o Vallader e o Puter, o jauer forma o ramo ladino da língua romanche. A comunicação entre os falantes dos três dialetos é possível, sem maiores problemas.

## Características Linguísticas
Um traço característico do jauer é a acentuação peculiar em relação aos outros dialetos do romanche, que terminam com a desinência -ar tônica. No Val Müstair estes verbos são tônicos na penúltima sílaba, e a desinência enfraquece-se, tornando-se -er. Um exemplo é o verbo guárder (olhar, em português), ao invés de guardár. Uma outra característica, sobretudo comparada com o vallader, é a pronúncia da sílaba -an-, que se torna -aun-, por exemplo, na palavra rumauntsch, ao invés de rumantsch. Estas duas características unem-se no verbo cháunter (em português, cantar), que, no vallader, é pronunciado chantár.

## Exemplo
O texto a seguir mostra os traços em comum e as diferenças entre o jauer e os outros dialetos romanches do ramo ladino.
| Jauer | Vallader | Puter |
| --- | --- | --- |
| La uolp d'era darchiau üna jada fomantada. Qua ha'la vis sün ün pin ün corv chi tegnea ün toc chaschöl in ses pical. Quai ma gustess, ha'la s'impissà, ed ha clomà al corv: „Cha bel cha tü esch! Scha tes chaunt es ischè bel sco tia apparentscha, lura esch tü il pü bel utschè da tots“. | La vuolp d'eira darcheu üna jada fomantada. Qua ha'la vis sün ün pin ün corv chi tgnaiva ün toc chaschöl in seis pical. Quai am gustess, ha'la pensà, ed ha clomà al corv: „Che bel cha tü est! Scha teis chant es uschè bel sco tia apparentscha, lura est tü il plü bel utschè da tuots“. | La vuolp d'eira darcho üna vouta famanteda. Cò ho'la vis sün ün pin ün corv chi tgnaiva ün töch chaschöl in sieu pical. Que am gustess, ho'la penso, ed ho clamo al corv: „Che bel cha tü est! Scha tieu chaunt es uschè bel scu tia apparentscha, alura est tü il pü bel utschè da tuots“. |